# Calamagrostis epigejos
Espèce
Classification phylogénétique
Calamagrostis epigejos, le Calamagrostis commun ou Roseau des bois est une espèce de plantes herbacées de la famille des Poaceae, sous-famille des Pooideae, tribu des Aveneae.
Elle est aussi appelée « roseau terrestre » ou « roseau des collines ».

## Description
C'est une espèce de plantes vivaces à rhizome traçant, de 0,7 à 1,2 m de hauteur.
Elle est marcescente (c'est-à-dire qu'elle conserve la majeure partie de sa biomasse morte sur la plante morte qui reste debout en hiver), ce qui semble exposer les tissus mort à la photodégradation en hiver, qui faciliterait ensuite la décomposition ultérieure dans la litière du sol.

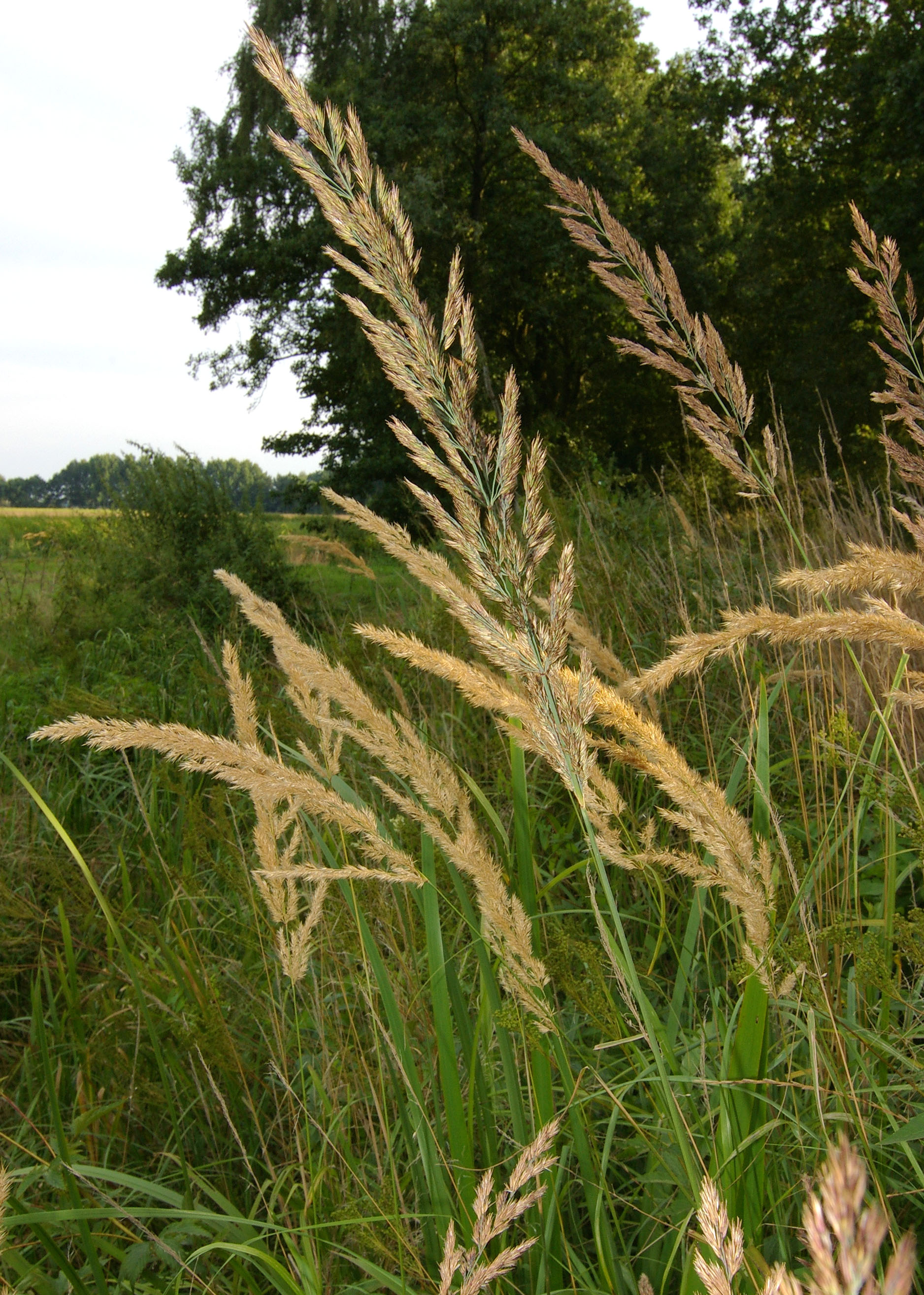
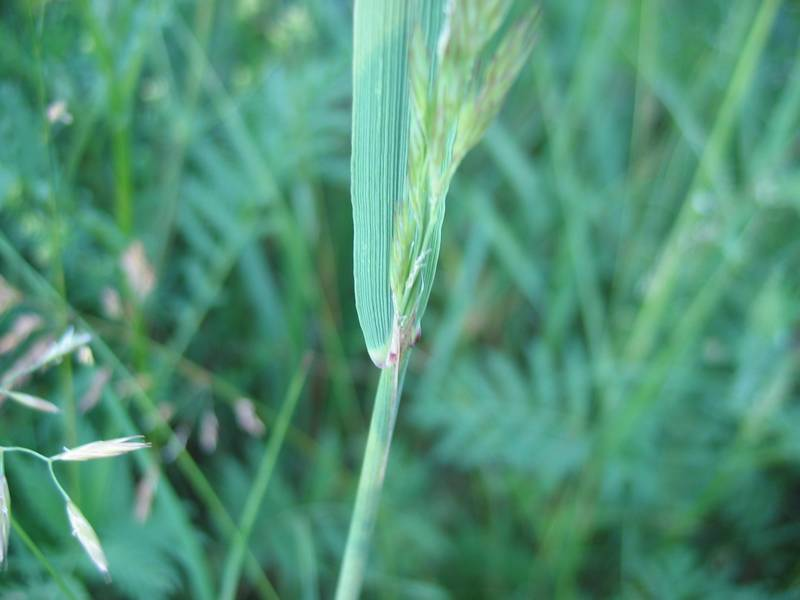
Insertion de la feuille sur la tige
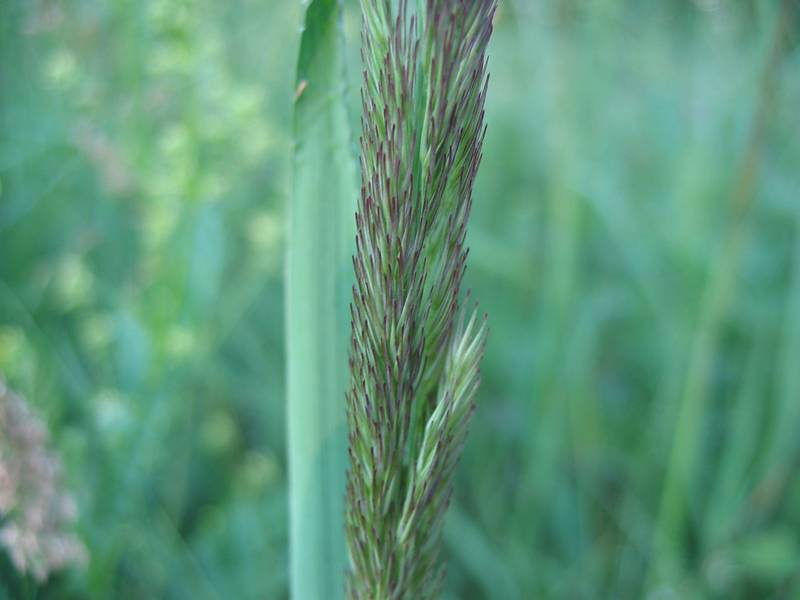
Épis, avant maturité

## Habitat
Comme son nom « roseau des bois » le sous-entend, c'est une herbacée des clairières de forêts et bois et des pâturages humides.

## Aire de répartition
On la trouve en terrains neutrophiles ou siliceux en Eurasie et jusqu'en Afrique.

Elle peut être également cultivée ailleurs ou y avoir été introduite accidentellement ou volontairement.
C'est une espèce de plantes appréciée de nombreux herbivores sauvages, et qui est également plante hôte d'insectes (comme le papillon Tristan)